# Скирон
Скирон (др.-греч. Σκίρων, Σκείρων) — в древнегреческой мифологии противник Тесея. По афинской версии мифа, он был разбойником, по мегарской — полководцем.
Существует несколько версий происхождения Скирона. По одной, он был сыном Посейдона (либо сыном Пелопа). Его жену звали Харикло, а дочь — Эндеидой. По некоторым, сын Канефа и Гениохи, дочери Питфея.

## Мегарская версия
Сын мегарского царя Пиласа, женившийся на дочери афинского царя Пандиона, бывшего в ссылке в Мегаре. Согласно Павсанию, Скирон боролся за власть с Нисом, сыном Пандиона, однако Эак, разрешавший их спор, отдал власть Нису, а Скирону предоставил начальство над войском. Скирон построил дорогу, которую называли Скиронская дорога .

## Афинская версия
Согласно афинянам, Скирон занимался разбоем на дороге между Афинами и Мегарой, заставляя путников мыть ему ноги, а затем сбрасывая их в море со скалы, где их съедала гигантская черепаха.
Скирон был убит идущим в Афины на поиски своего отца Тесеем, который заставил разбойника разделить судьбу его жертв, сбросив того со скиронской скалы. Согласно Второму ватиканскому мифографу, его убил Дедал.
В царской стое в Афинах находилось изображение из обожженной глины: Тесей, бросающий в море Скирона. На монетах Эгины была изображена черепаха.
Действующее лицо сатировской драмы Еврипида «Скирон», комедий Эпихарма и Алексида «Скирон».